# Thanon Silom

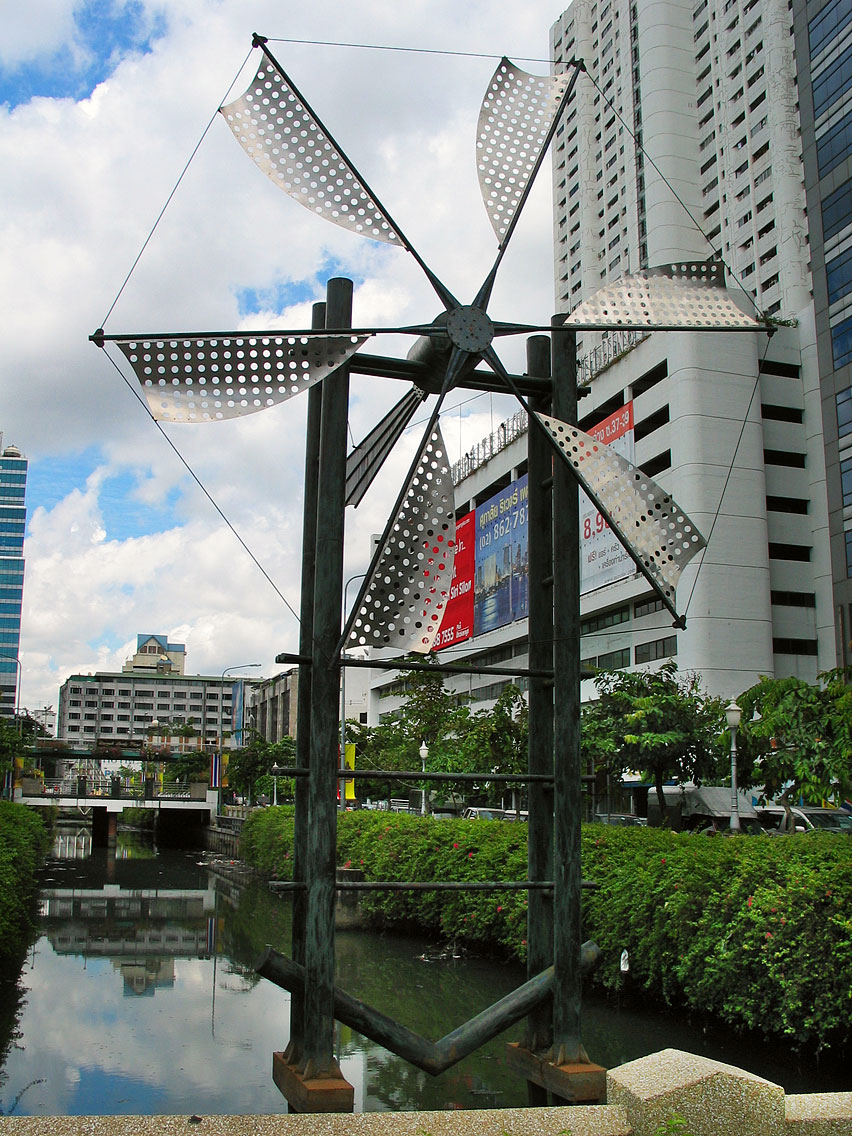
Windmühlen-Skulptur an der Thanon Silom

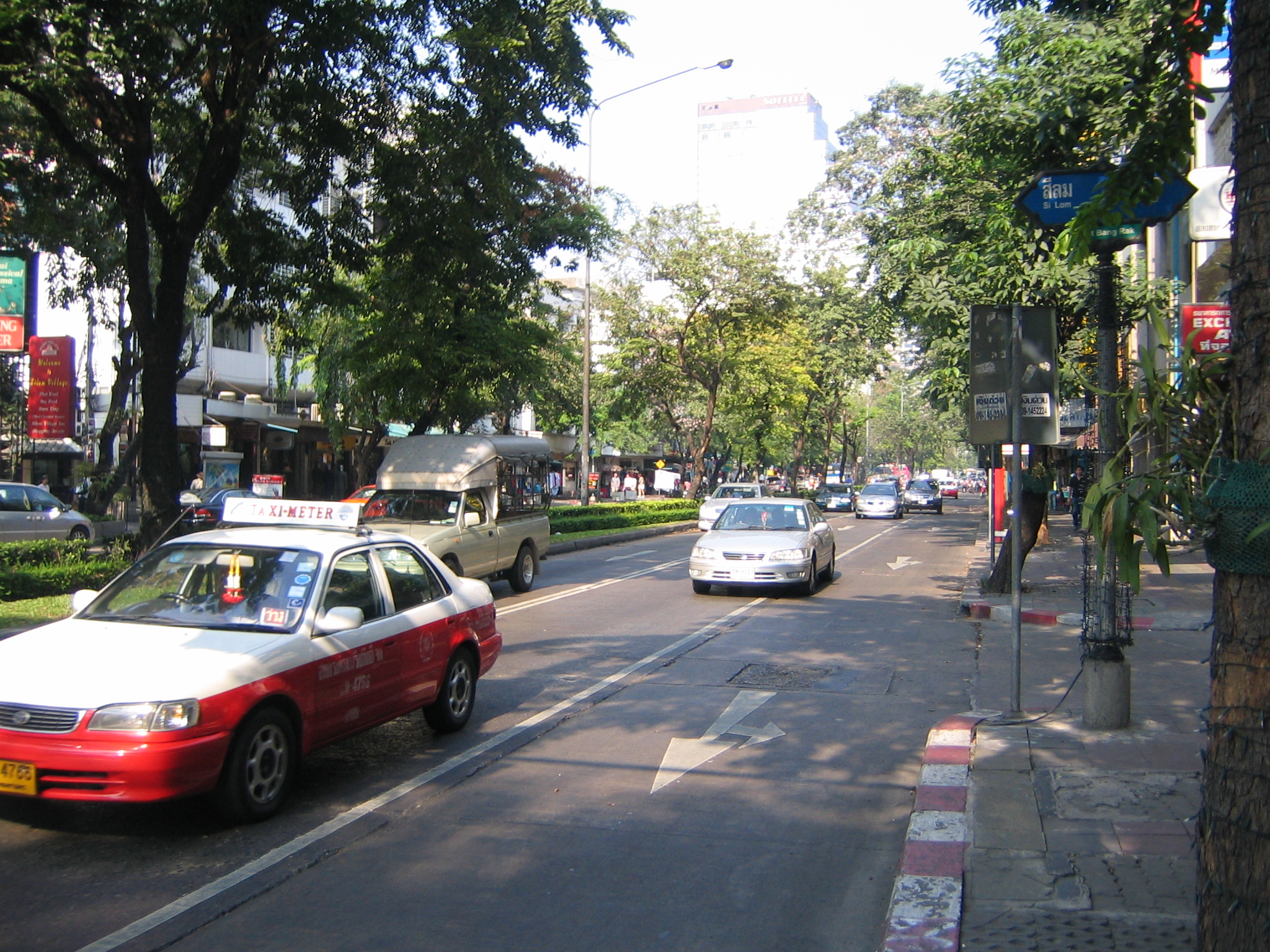
Selten in Bangkok: Thanon Silom mit Bäumen bestandenen, breiten Gehsteigen

Die Thanon Silom (ถนนสีลม - wörtlich übersetzt „Windmühlen-Straße“, im englischen Sprachgebrauch Silom Road) ist eine Straße im Bezirk Bang Rak von Bangkok, der Hauptstadt von Thailand. Sie ist ein wichtiges Zentrum sowohl für den Tourismus als auch für das Finanzwesen. Dies bedingt, dass nicht nur zur Rush Hour die Straße von Motor-Fahrzeugen, Privat-PKWs, Bussen, Lieferwagen und fahrbaren Garküchen regelmäßig verstopft ist.

## Geschichte
Westlich der Thanon Charoen Krung (auch New Road genannt) befanden sich früher Viertel mit nur wenigen Häusern und vielen Gemüsefeldern und Obstplantagen. Die erste Kanalstraße wurde sozusagen als Nebenprodukt zu einem Khlong erschaffen, der als Verbindung vom Chao-Phraya-Fluss zum Khlong Hualamphong (heute ist er zugeschüttet, die Rama-IV.-Straße – Thanon Phra Ram 4 –  befindet sich über ihm) ausgeschachtet wurde. Die ausgehobene Erde wurde benutzt, um das Niveau der Silom Road über Hochwasserniveau zu erheben. Dies Projekt wurde von der Regierung finanziert und im Jahre 1858 fertiggestellt. Spätere Straßen, die bald parallel zur Silom angelegt wurden, wie die Thanon Sathon oder die Thanon Surawong, wurden privat finanziert. Der Name der „Silom“ stammt von den zahlreichen Windmühlen ab, die Wasser aus dem Khlong auf die umliegenden Gemüsegärten pumpten. Ähnliche Windmühlen aus Bambus und Tuch werden noch heute südöstlich von Bangkok in Samut Sakhon benutzt, um Salzwasser aus dem Meer zur Gewinnung von Salz in Salinen zu pumpen. Eine moderne Stahl-Skulptur, die an diese Mühlen erinnern soll, stand von 1998 bis 2023 einige Meter nördlich der Silom Road am Ufer des Khlong Chong Nongsi, der quer zur Silom Road in der Mitte der Narativat Rajanakarin Road entlangführt. 
Etwa in der Mitte der Silom Road befand sich zwischen Soi 9 und Soi 11 (Soi: Thai für „Nebenstraße“) bis vor wenigen Jahren ein sehr alter Friedhof mit vielen christlichen, aber auch einigen chinesischen Gräbern. In den 1990er Jahren war das Gelände bereits abgeschlossen, der Friedhof schien irgendwie aufgegeben worden zu sein, was aber zu seiner Atmosphäre beitrug. Im Jahr 2000 fing die Stadtverwaltung von Bangkok damit an, die zum Teil sehr pittoresken Grüfte abzureißen. Erst gegen Ende 2004 konnten die Abrissarbeiten fertiggestellt werden. (Siehe dazu: Weblinks)

## Flohmärkte

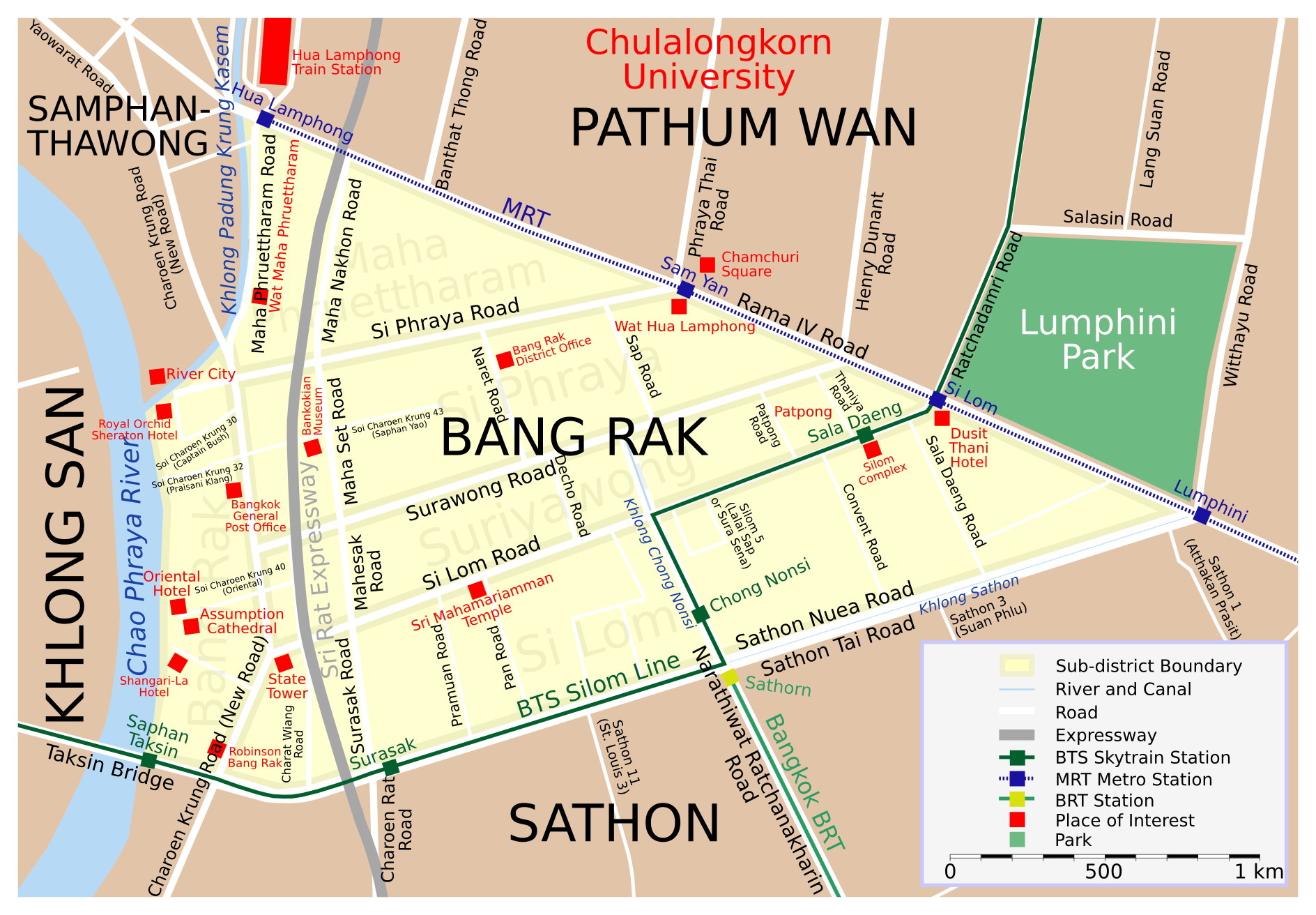
Übersichtskarte des Bezirks Bang Rak mit der Silom Road etwa in der Mitte

In der Mittagspause werden in der Gegend um Soi 10 von Sekretärinnen der umliegenden Büros, Verkäuferinnen und Bankangestellten besucht, um sich schnell ein Paar neue Schuhe zuzulegen, oder für 0,10 € die verschmutzte Krawatte durch eine nagelneue zu ersetzen. Auf den Flohmärkten und den angrenzenden Nebenstraßen gibt es zahlreiche Garküchen, die um diese Zeit immer viel zu tun haben.

## Einkaufszentren
- Silom Complex
- Taniya-Plaza

## Hotels
- Dusit Thani Hotel
- Narai Hotel
- Triple Two
- Unico Grande Silom (vormals Tower Inn)
- Holiday Inn Silom

## Nachtleben
In einer Seitenstraße (Soi) befindet sich das wohl bekannteste Vergnügungsviertel von Bangkok: Patpong. Die unzähligen Gogo-Bars sind heute hinter mehreren Reihen von Straßenständen versteckt, die von gefälschten Rolex-Uhren über Kroko-Handtaschen bis hin zu mundgemalten Kitschgemälden allen nur denklichen Touristen-Krimskrams verkaufen.

## Krankenhäuser
- Bangkok Christian Hospital

## Tempel
Der hinduistische Sri Maha Mariyamman Tempel wird auch Wat Phra Sri Maha Umathewi (วัดพระศรีมหาอุมาเทวี) oder Wat Kaek (วัดแขก) genannt. Einmal im Jahr vom ersten bis zum neunten Tag des elften Mondmonats wird eine Zeremonie abgehalten, bei der die Statuen der Tempelgötter von der Hindu-Gemeinde in einer Prozession entlang der Silom Road getragen werden. Einige Gläubige lassen dabei ihre Wangen oder die Haut des Oberkörpers mit scharfen Gegenständen durchbohren, wobei kein Blut fließt, und die Gläubigen scheinbar keinen Schmerz verspüren (vergleiche: das Vegetarische Festival auf der Insel Phuket).